# Danh sách quốc gia thành viên ASEAN

██ Thành viên chính thức của ASEAN
██ Quan sát viên ASEAN
██ Quốc gia xin gia nhập ASEAN
██ ASEAN +3
██
█ Hội nghị thượng đỉnh Đông Á
██
██
█
█ Diễn đàn hợp tác khu vực ASEAN

Hiệp hội các quốc gia Đông Nam Á (ASEAN) là tổ chức liên kết của khu vực Đông Nam Á, được tạo dựng với mục tiêu thúc đẩy tăng trưởng kinh tế, ủng hộ hòa bình khu vực, và phát triển văn hóa giữa các thành viên. ASEAN được thành lập vào ngày 8/8/1967 với năm quốc gia thành viên đầu tiên là: Thái Lan, Indonesia, Malaysia, Philippines và Singapore. Hiện tại, tổ chức này đã kết nạp hầu hết các quốc gia Đông Nam Á làm thành viên. Hai quốc gia bày tỏ ý muốn gia nhập ASEAN là Papua New Guinea và Đông Timor hiện đang giữ vai trò quan sát viên. Trong tuyên bố ngày 11 tháng 11 năm 2022, Hiệp hội Các quốc gia Đông Nam Á (ASEAN) đã nhất trí về nguyên tắc để kết nạp Đông Timor vào ASEAN và trở thành thành viên thứ 11 của khối.
Các thành viên của ASEAN +3 và Hội nghị thượng đỉnh Đông Á cũng được đề cập trong bài viết này. Ngoài ra, danh sách này cũng bao gồm thông tin về các quốc gia tham dự Diễn đàn hợp tác khu vực ASEAN (ARF), trong đó các quốc gia của tổ chức (tâm điểm là thành viên ASEAN) sẽ đẩy mạnh đối thoại và hợp tác, đóng góp hiệu quả cho hòa bình, ổn định và hợp tác ở Đông Nam Á và châu Á-Thái Bình Dương, thực hiện các biện pháp xây dựng lòng tin, kết hợp từng bước triển khai các biện pháp ngoại giao phòng ngừa, lấy xây dựng lòng tin làm nền tảng để củng cố và tăng cường sự tin cậy giữa các nước tham gia.

## Thành viên của ASEAN
Hiện tại, ASEAN có 10 thành viên chính thức:
| Quốc gia    | Quốc hiệu chính thức               | Thủ đô             | Diện tích (km²) | Dân số             | Ngày kết nạp             | Nguyên thủ quốc gia    | Thủ tướng          |
| ----------- | ---------------------------------- | ------------------ | --------------- | ------------------ | ------------------------ | ---------------------- | ------------------ |
| Brunei      | Nhà nước Brunei Darussalam         | Banda seri Begawan | 5.765           | 601.211 (2021)     | 8/1/1984                 | Hassanal Bolkiah       | Hassanal Bolkiah   |
| Campuchia   | Vương quốc Campuchia               | Phnôm Pênh         | 181.035         | 16.552.211 (2021)  | 30/4/1999                | Norodom Sihamoni       | Hun Manet          |
| Indonesia   | Cộng hòa Indonesia                 | Jakarta            | 1.904.569       | 270.203.917 (2020) | 8/8/1967 (sáng lập viên) | Joko Widodo            | Joko Widodo        |
| Lào         | Cộng hoà Dân chủ Nhân dân Lào      | Viêng Chăn         | 236.800         | 7.123.205 (2019)   | 23/7/1997                | Thongloun Sisoulith    | Sonexay Siphandone |
| Malaysia    | Malaysia                           | Kuala Lumpur       | 329.847         | 32,730,000 (2020)  | 8/8/1967 (sáng lập viên) | Sultan Ibrahim Ismail  | Anwar Ibrahim      |
| Myanmar     | Cộng hòa Liên bang Myanmar         | Naypyidaw          | 676.578         | 53.582.855 (2017)  | 23/7/1997                | Myint Swe              | Min Aung Hlaing    |
| Philippines | Cộng hòa Philippines               | Manila             | 300.000         | 105.816.000 (2020) | 8/8/1967 (sáng lập viên) | Ferdinand Marcos       | Ferdinand Marcos   |
| Singapore   | Cộng hòa Singapore                 | Singapore          | 707,1           | 5.703.600 (2019)   | 8/8/1967 (sáng lập viên) | Tharman Shanmugaratnam | Hoàng Tuần Tài     |
| Thái Lan    | Vương quốc Thái Lan                | Băng Cốc           | 513.115         | 66.558.935 (2019)  | 8/8/1967 (sáng lập viên) | Vajiralongkorn         | Srettha Thavisin   |
| Việt Nam    | Cộng hòa Xã hội chủ nghĩa Việt Nam | Hà Nội             | 331.690         | 100.020.000 (2023) | 28/7/1995                | Lương Cường            | Phạm Minh Chính    |

## Không phải thành viên ASEAN

### Quan sát viên ASEAN
Đông Timor và Papua New Guinea hiện đang giữ vai trò quan sát viên, đã luôn bày tỏ ý muốn gia nhập ASEAN từ lâu. Tuy nhiên do một số điều kiện chưa thỏa đáng, hai quốc gia này vẫn chưa được chấp thuận là thành viên chính thức của ASEAN.
| Quốc gia                                       | Quốc hiệu chính thức              | Thủ đô       | Diện tích (km²) | Dân số (đa phần năm 2008) | Mật độ   | Tiền tệ | Ngôn ngữ chính thức             | Nguyên thủ quốc gia    | Lãnh đạo           |
| ---------------------------------------------- | --------------------------------- | ------------ | --------------- | ------------------------- | -------- | ------- | ------------------------------- | ---------------------- | ------------------ |
| Papua New Guinea · (quan sát viên từ năm 1976) | Nhà nước Độc lập Papua New Guinea | Port Moresby | 462.840         | 6.732.000                 | 14.5/km² | kina    | tiếng Anh, Tok Pisin, Hiri Motu | Quốc vương Charles III | Sir Michael Somare |
| Đông Timor · (quan sát viên từ năm 2015)       | Cộng hòa Dân chủ Đông Timor       | Dili         | 14.874          | 1.134.000                 | 76.2/km² | đôla    | tiếng Bồ Đào Nha, Tetum         | José Ramos-Horta       | Taur Matan Ruak    |

### ASEAN +3
ASEAN+3 là một cơ chế hợp tác bao gồm các thành viên hiện tại của ASEAN và ba nước Đông Á:
| Quốc gia   | Quốc hiệu chính thức        | Thủ đô   | Diện tích (km²)       | Dân số (đa phần năm 2008) | Mật độ    | Tiền tệ     | Ngôn ngữ chính thức                                           | Nguyên thủ quốc gia  | Thủ tướng     |
| ---------- | --------------------------- | -------- | --------------------- | ------------------------- | --------- | ----------- | ------------------------------------------------------------- | -------------------- | ------------- |
| Trung Quốc | Cộng hòa Nhân dân Trung Hoa | Bắc Kinh | 9.596.961 – 9.639.688 | 1.345.751.000             | 139.6/km² | Nhân dân tệ | tiếng Trung phổ thông (giao tiếp),chữ Hán giản thể (hành văn) | Tập Cận Bình         | Lý Cường      |
| Hàn Quốc   | Đại Hàn Dân Quốc            | Seoul    | 100.140               | 48.379.392                | 493/km²   | Won         | tiếng Hàn                                                     | Yoon Suk-yeol        | Han Duck-soo  |
| Nhật Bản   | Nhật Bản Quốc               | Tokyo    | 377.873               | 127.590.000               | 337.6/km² | Yên         | tiếng Nhật                                                    | Thiên hoàng Naruhito | Kishida Fumio |

### Hội nghị thượng đỉnh Đông Á
Hội nghị thượng đỉnh Đông Á còn gọi là Hội nghị cấp cao ASEAN, là hội nghị giữa các nhà lãnh đạo của các quốc gia thành viên ASEAN +3 và các quốc gia:
| Quốc gia    | Quốc hiệu chính thức | Thủ đô     | Diện tích (km²) | Dân số (đa phần năm 2008) | Mật độ    | Tiền tệ           | Ngôn ngữ chính thức    | Nguyên thủ quốc gia | Lãnh đạo         |
| ----------- | -------------------- | ---------- | --------------- | ------------------------- | --------- | ----------------- | ---------------------- | ------------------- | ---------------- |
| Úc          | Thịnh vượng chung Úc | Canberra   | 7.686.850       | 22.008.225                | 2.833/km² | Đô la Úc          | tiếng Anh              | Charles III         | Anthony Albanese |
| Ấn Độ       | Cộng hòa Ấn Độ       | New Delhi  | 3.287.240       | 1.198.003.000             | 364.4/km² | Rupee Ấn Độ       | tiếng Hindi, tiếng Anh | Droupadi Murmu      | Narendra Modi    |
| New Zealand | New Zealand          | Wellington | 268.680         | 4.315.800                 | 16.1/km²  | Đô la New Zealand | tiếng Anh, Mãori       | Charles III         | Chris Hipkins    |

### Diễn đàn Khu vực ASEAN
Diễn đàn khu vực ASEAN là một kênh đối thoại đa phương giữa 27 quốc gia thành viên nhằm tham vấn vấn đề an ninh khu vực châu Á-Thái Bình Dương.
Danh sách thành viên bao gồm các quốc gia thuộc Hội nghị thượng đỉnh Đông Á và:
| - Bangladesh - Canada | - Mông Cổ - CHDCND Triều Tiên | - Nga - Liên minh châu Âu | - Hoa Kỳ - Pakistan |